# Reinitz Béla
Reinitz Béla (Budapest, 1878. november 15. – Budapest, 1943. október 26.) magyar zeneszerző, zenekritikus.

## Életútja

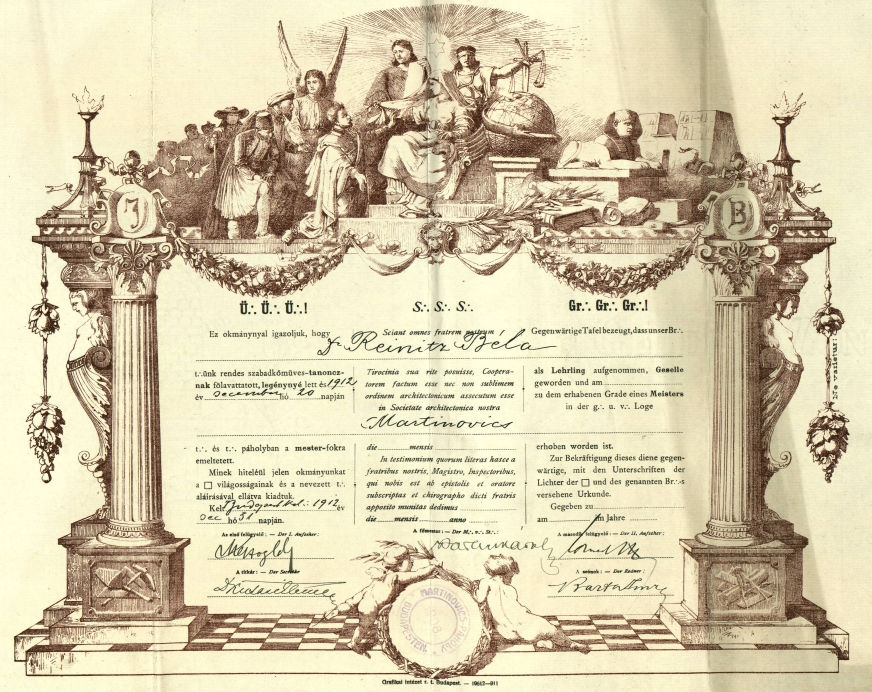
Reinitz Béla mesteroklevele

Reinitz Márk ügyvéd és Müller Laura (1853–1943) fia. Jogi doktorátust és ügyvédi oklevelet szerzett, de ügyvédi gyakorlatot nem folytatott. 1906-tól 1917-ig a Népszava, majd 1918-ban a Világ zenekritikusa volt. 1910 és 1918 között az Országos Munkásbiztosító Pénztár titkára. 1909. december 16-án jelentkezett a Martinovics páholyba, ahova 1910. március 31-én fel is vették. A modern magyar zene, Bartók Béla és Kodály Zoltán híve és lelkesítő támogatója írásaiban. Kiváló dal- és kabarékuplé-szerző, sanzonok híres zeneköltője, Ady Endre első megzenésítője, valamint később a baloldali mozgalmak szimpatizánsaként a munkásdal-irodalom egyik kiemelkedő alakja. 1919-ben, a Tanácsköztársaság idején meggyőződésből és segíteni akarásból vállalt szerepet, a művészeti ügyek kormánybiztosa, az államosított színházak ügyvivője lett. Egyebek mellett ő szervezte meg ekkor azt a háromtagú zenei direktóriumot, amelynek a tagjai Bartók, Dohnányi és Kodály voltak. A kommünben való érintettsége okán, az üldöztetések elől 1920-ban Bécsbe emigrált, idővel német, osztrák és svájci városokban hangversenyezett.
A németországi egyre jobbra tolódó politikai közélet miatt 1931-ben visszatért Budapestre. 
Ezt követően 12 éven keresztül élt hazájában úgy megtűrtként, hogy hivatalosan színpad közelében sem tartózkodhatott, dalait lassan elfeledték, és feszítő némaság vette körül, zeneszerzői munkásságot nem fejthetett ki. Csak néhány bátor előadó, mint például a sanzonművészet két kimagasló egyénisége, Medgyaszay Vilma és Neményi Lili tartotta műsorán Ady-dalait. Nyaranta a szélesre tárt ablakok mellett a Pasaréti úti házakból többen hallgathatták Reinitz zongorajátékát, amely hangok Jávor Pál villájából szűrődtek ki. Egészsége megrendült, a pesti zsidó kórház állandó lakója lett. A közben életbe lépő törvények korábbi elszigeteltségét csak tetézték. Jó barátok, művészek, költők, írók, színészek csöndes szeretete volt az egyetlen vékonyka szál, ami még életben tartotta.
Reinitz abban a korban volt baloldali, amely korban ebből erényt nem lehetett kovácsolni. Amikor meg már lehetett volna, akkor csupán munkásdalait engedték szárnyalni, Ady istenes és egészséges nemzeti tudatról valló megzenésített verseit túlzottan nacionalistának tartották. Ady-dalainak jó része ma ismeretlen, pedig nagy kincse a magyar sanzonirodalomnak.

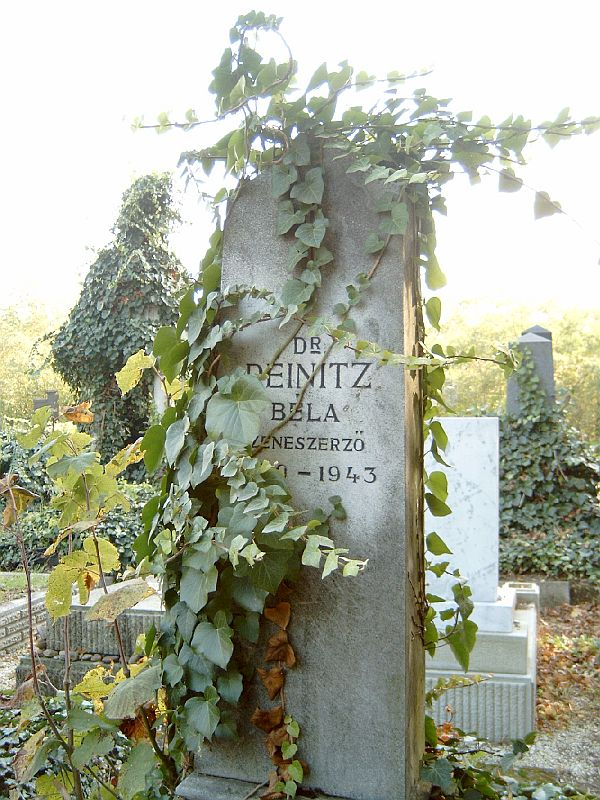
Reinitz Béla sírja Budapesten. Kozma utcai izraelita temető: 5B-8-5.

## Főbb dalai, sanzonjai
- Reinitz Béla és Ady Endre, Új vizeken járok, 1909. február 9., Modern Színpad
- Reinitz Béla és Ady Endre, Kató a misén, 1909. február 9., Modern Színpad
- Reinitz Béla és Ady Endre, A magyar igazság (1909. február 9., Modern Színpad
- Reinitz Béla és Ady Endre, Kuruc dalok, 1909. október 15., Modern Színpad
- Reinitz Béla és Ady Endre, Szelíd esti imádság, 1911. április 3., Modern Színpad
- Reinitz Béla és Ady Endre, Héja-nász az avaron, 1914. január 31., Medgyaszay Kabaré
- Reinitz Béla és Babits Mihály, Esti dal, 1911. augusztus 26., Modern Színpad
- Reinitz Béla és Babits Mihály, A költő szól, (1912. december 2., Modern Színpad
- Reinitz Béla és Gábor Andor, Új élet a romokon, 1917. február 6., Apolló Kabaré
- Reinitz Béla és Kosztolányi Dezső, Üllői úti fák
- Reinitz Béla és Zilahy Lajos, Az utcaseprők, 1917. október 12., Apolló Kabaré

A dalok a nyomtatásban megjelent színlapok alapján datálódnak, amely időpontok a dal első bemutatójának idejéről adnak tájékoztatást, a dal keletkezését jobbára csupán behatárolják.

## Daljátékok, operettek
- Reinitz Béla: – Barlangvasút (daljáték)
- Reinitz Béla és Gábor Andor, Idegenben (zenés jelenet), 1914. december 10., Medgyaszay Kabaré
- Reinitz Béla és Harsányi Zsolt, Vidéki koncert (operett, 1. felvonás), 1917. augusztus 28., Apolló Kabaré
- Reinitz Béla és Harsányi Zsolt, A bécsi gyors (operett, 1. felvonás), 1917. november 13., Apolló Kabaré
- Reinitz Béla és Drégely Gábor, Háztűznéző (operett, 1. felvonás), 1918. december 17., Medgyaszay Színház